# Sarah Quinn (Leichtathletin)
Sarah Quinn (* 8. April 1998) ist eine irische Hürdenläuferin, die sich auf die 100-Meter-Distanz spezialisiert hat.

## Sportliche Laufbahn
Erste internationale Erfahrungen sammelte Sarah Quinn im Jahr 2019, als sie bei den U23-Europameisterschaften in Gävle im 100-Meter-Hürdenlauf das Halbfinale erreichte und dort mit 13,57 s ausschied, während sie mit der irischen 4-mal-100-Meter-Staffel mit 44,79 s den Finaleinzug verpasste. Bei den World Athletics Relays 2021 im polnischen Chorzów wurde sie mit der 4-mal-200-Meter-Staffel mit neuem Landesrekord von 1:35,93 min Zweite hinter dem polnischen Team und mit der 4-mal-100-Meter-Staffel verpasste sie mit 44,53 s den Finaleinzug.
2020 wurde Quinn irische Meisterin im 100-Meter-Hürdenlauf sowie Hallenmeisterin über 60 m Hürden.

## Persönliche Bestleistungen
- 100 m Hürden: 13,47 s (+1,6 m/s), 27. Juli 2019 in Santry
  - 60 m Hürden (Halle): 8,32 s, 1. März 2020 in Dublin